# عرقون إسفيني
عرقون إسفيني (الاسم العلمي:Euphrasia cuneata) هو نوع غير مؤكد من النباتات يتبع جنس العرقون من الفصيلة الهالوكية. تم وصف هذا النوع من النبات علمياً لأول مرة من قبل يوهان غورغ فورستر سنة 1786.